# Villa Santa Lucia degli Abruzzi
Villa Santa Lucia degli Abruzzi é uma comuna italiana da região dos Abruzos, província de Áquila, com cerca de 206 habitantes. Estende-se por uma área de 27 km², tendo uma densidade populacional de 8 hab/km². Faz fronteira com Brittoli (PE), Capestrano, Carpineto della Nora (PE), Castel del Monte, Ofena.

## Demografia
| Variação demográfica do município entre 1861 e 2011                               |
|                                                                                   |
| Fonte: Istituto Nazionale di Statistica (ISTAT) - Elaboração gráfica da Wikipedia |